# Renault Frégate
Renault Frégate é um automóvel produzido pela construtora francesa Renault entre 1951 e 1960.
O Frégate foi concebido nos anos imediatamente após a Segunda Guerra Mundial. A Renault, que havia sido recentemente controlada pelo Estado francês, precisava de um novo modelo moderno, de alta qualidade, tanto para melhorar sua imagem quanto para atender as necessidades dos consumidores de classe média na expectativa de recuperação econômica. Vários protótipos foram produzidos antes do projeto Frégate ser colocado em produção.
O Frégate foi revelado no Salão do Automóvel de Paris de 1950, mas o primeiro modelo só foi entregue em novembro de 1951.